# Delias duris
Delias duris é uma borboleta da família Pieridae. Foi descrita por William Chapman Hewitson em 1861. Encontra-se no reino da Australasia, onde é conhecida somente da ilha de Ceram, na Indonésia.
A envergadura é de cerca de 60 milímetros. Os adultos podem ser distinguidos de espécies semelhantes pelas patas traseiras.